# Warcraft: Orcs & Humans
Warcraft: Orcs & Humans (Tàctiques de guerra: orcs i humans) és un videojoc d'estratègia creat per Blizzard Entertainment per a ordinador. És dels primers jocs del gènere d'estratègia en temps real o RTS. Warcraft: Orcs & Humans inicia la sèrie Warcraft i ocorre en un ambient épic medieval on els humans del regne mític d'Azeroth enfronten als orcs invasors entre altres criatures fantàstiques.

## Generalitats de joc
Bàsicament el joc tracta d'administrar els recursos d'or, fusta i aliment per a fer la guerra a la raça enemiga i sortir victoriós. La vista és aèria i isomètrica, compte amb un mapa que representa tot l'escenari conegut i un mapa d'ordres on el jugador selecciona les seves unitats i els dona ordres. Compte amb tres tipus d'unitats: unitat edifici, unitat treballador i unitat militar; les diferents unitats militars posseïxen diverses capacitats de combat, els treballadors i constructors són els quals aconsegueixen els recursos i construïxen els edificis, sent aquests últims els quals possibiliten la producció d'una armada més poderosa i competitiva. Actualment el joc es troba descontinuat.

## Mode un jugador
Quan es juga solament s'inicia una campanya de joc, on el jugador escull entre alguna de les dues històries que decideixen el final d'Azeroth: el curs dels immunds orcs o la brillant defensa dels nobles humans, tal és el començament del que després serà l'univers fantàstic de Warcraft.
La història de Azeroth es conta al llarg de dotze escenaris segons la campanya que es juga, cadascun d'aquests inclou un resum de la missió en el qual es narren els avanços de la guerra entre orcs i humans. Mentre avança la campanya major és la varietat d'elements de la fantasia clàssica que apareixen, des de les senzilles representacions de combats amb armes cos a cos fins a poderoses invocacions de bruixots o mags. Això implica que no totes les possibilitats de joc, com la construcció de certes unitats avançades, estan activades en els escenaris inicials de les campanyes i que el seu desbloqueig és gradualment conforme es van acumulant victòries.
Les campanyes del joc conten a més amb unitats especials que tenen rellevància en la història de Warcraft i que són condicions de victòria, però que no tenen a veure amb la dinàmica ni amb l'estratègia de joc pròpiament. Les unitats especials apareixen quan la campanya canvia l'estil de joc a una modalitat calabós, on no s'aconsegueixen recursos, no es manegen treballadors ni edificis. En aquesta modalitat el joc depèn d'arribar a l'objectiu controlant adequadament les unitats militars que es disposa. Quatre d'aquestes unitats especials són personatges del món de Warcraft: Griselda i Garona en la campanya orca, i Anduin Lothar i Medivh en la campanya humana.

## Mode multijugador
Warcraft: Orcs & Humans permet que els jugadors competeixin entre ells per determinar com d'ells és el millor estrateg. La història de la invasió orca queda de costat i els jugadors enfronten la intel·ligència i destresa humanes del seu oponent en algun de més de vint escenaris dissenyats per a aquest propòsit. En aquesta modalitat de joc els jugadors compten amb tota les possibilitats de creixement desbloquejades i la velocitat de creixement i control de les unitats és la clau per a guanyar. La connexió pot fer-se per mitjà d'un mòdem o xarxes IPX.